# Barrière de la Rapée
La barrière de Rapée   est une ancienne barrière d'octroi de l'enceinte des Fermiers généraux.

## Situation
La barrière de la Rapée était située sur le quai de la Rapée  près de l'intersection avec le boulevard de la Rapée, chemin de ronde de l'enceinte, actuellement boulevard de Bercy, 300 mètres au sud-ouest de la barrière de Bercy et face à la barrière de la Gare sur l’autre rive de la Seine.

## Origine du nom
Elle était appelée « barrière de la Rapée » car située sur le chemin de la Rapée sur la rive droite de la Seine qui a pris son nom d’une partie du fief de la Rapée où un commissaire général des troupes, M. de la Rapée, s’était fait construire un hôtel sur la rue de Bercy sur un terrain s'étendant jusqu'au chemin en bord de Seine à l'emplacement de l'actuel Palais omnisports de Bercy.

## Historique
La construction d’un bâtiment en forme de rotonde, une des plus monumentales barrières de l’ensemble de l’enceinte, fut entreprise en 1785 sous la direction de l’architecte Claude-Nicolas Ledoux.
Les travaux furent retirés à l’architecte en raison de leur coût considérable et la construction de l’enceinte arrêtée le 9 novembre 1787. Ce bureau de Bercy qui n’était pas achevé fut démoli en 1791 et 1792, les agents de l’octroi chargés de percevoir les droits sur les marchandises des bateaux entrant à Paris s’établissant dans une maison louée sur le port de la Rapée.
Le bureau s’établit sous la Restauration, au nord-ouest du bâtiment éphémère de 1785-1790, dans une maison avec entrée comprenant 3 arches au 12 quai de la Rapée.
La barrière fut supprimée en 1860 lors du déplacement de l'octroi à l'enceinte de Thiers. Le bâtiment du 12 quai de la Rapée fut transformé en immeuble d'habitation à cette époque puis détruit en 1983 lors de la construction du Ministère de l'Économie et des Finances.
Contrairement à ce qui est généralement indiqué, le bâtiment du 160 quai de la Rapée faisant partie du Ministère de l'Économie et des Finances n'est pas celui de la barrière de la Rapée disparue mais un de ceux construits en 1828 pour le magasin des fourrages de l'armée, devenu vers 1920 celui du Ministère des anciens combattants.

Barrière de la Rapée
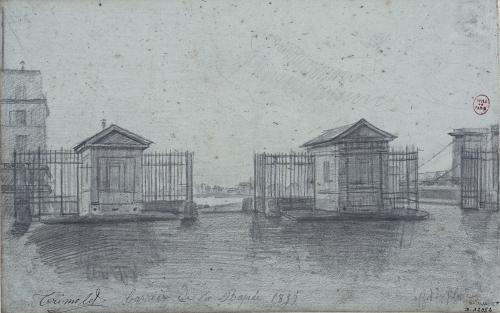
Barrière de la Rapée en 1859
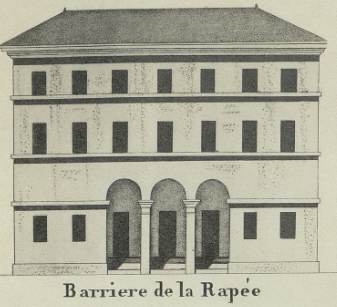
Bureau de l'octroi 12 quai de la Rapée